# Gebhard III. von Graisbach
Gebhard III. von Graisbach († 14. September 1327 vor Pisa) war Fürstbischof von Eichstätt von 1324 bis 1327.

## Herkunft
Gebhard III. stammte aus dem Geschlecht der Grafen von Lechsgemünd-Graisbach. Namensgebend ist u. a. Burg Graisbach in der Gemeinde Marxheim, heute dem Landkreis Donau-Ries zugehörig. Er war der letzte seines Geschlechtes.

## Leben
Gebhard III. von Graisbach ist seit 1295 als Domherr in Eichstätt bezeugt, er hatte vermutlich zuvor an der Universität Bologna studiert. Als Bischof stellte er sich auf die Seite von Ludwig dem Bayern, wodurch er die Missgunst von Papst Johannes XXII. erntete und von ihm exkommuniziert wurde. 1325 gründete er das Kloster Weißenburg in Bayern. Gebhard III. begleitete Ludwig auf seinem Italienfeldzug und erteilte ihm zusammen mit Emich von Leiningen, Bischof von Speyer, die Salbung zum König der Lombardei. Gebhard III. starb an einer pestartigen Krankheit vor der belagerten Stadt Pisa. Er wurde im Kloster Chiesa di San Frediano in Lucca begraben, sein Grab ist nicht mehr vorhanden. Als letzter seines Geschlechtes vermachte er dem Bistum die Burgen Gundelsheim und Graisbach.